# Al-Kharj
Al Kharj (tiếng Ả Rập: الخرج), cư dân địa phương còn gọi là Al Saih (tiếng Ả Rập: السيح), là một thành phố thuộc tỉnh Al Kharj tại miền trung của Ả Rập Xê Út. Al Kharj nằm cách 77 km về phía nam của Riyadh.
Thành phố được liên kết bằng đường sắt đến cả Riyadh và Dammam. Các điểm nhấn của thành phố gồm các giếng nước lịch sử, Cung điện và Thánh đường Quốc vương Abdulaziz.
Dưới quyền lãnh đạo của Quốc vương Abdulaziz, người đầu tiên tiến hành sáng kiến sản xuất sữa tại vương quốc, một nông trại thực nghiệm được thành lập tại Al-Kharj vào năm 1938.
2016 Al-Kharj là một thành phố đóng cửa. Công ty Công nghiệp Quân sự quốc doanh MIC được đặt tại thành phố, tại đó súng trường tấn công Heckler & Koch G36 của Đức được gắn và ngòi đạn 5,56mm được sản xuất.